# パームビーチ郡 (フロリダ州)
パームビーチ郡（英: Palm Beach County）は、アメリカ合衆国フロリダ州のフロリダ半島南部大西洋岸に位置する郡である。人口は149万2191人（2020年）。人口は第3位、面積は州内最大。郡庁所在地はウェストパームビーチであり、同郡で人口最大の都市である。人口の40%以上が大西洋岸に近い未編入領域に住んでいる。
パームビーチ郡は南フロリダ大都市圏を構成する3郡の1つである。1909年に設立された。南フロリダでは2番目に古い郡である。郡南部にあるボカラトン市が郡内第2の都市であり、人口は8万人を超えている。やはり南部にあるボイントンビーチ市が第3の都市で、人口は7万人に迫っている。
パームビーチ、ジュピター、マナラパン、ボカラトンなど海岸に裕福な町が並び、さらに乗馬のメッカであるウェリントン、ゴルフ天国であるパームビーチガーデンズなどがあって、2004年の一人当たり収入は44,518米ドルと州内最も裕福な郡になっている。

## 歴史
パームビーチ郡初期の住人にはアフリカ系アメリカ人が混じっており、その多くはアラバマ州、ジョージア州、サウスカロライナ州の奴隷プランテーションからフロリダに逃げてきた元奴隷であるか、奴隷の子孫だった。逃亡奴隷は17世紀後半当時スペイン領フロリダだった地域に入り始め、セミノール族インディアンの中に逃げ場を見出した。
パームビーチに家を建てた実業家ヘンリー・フラグラーが、ジャクソンビルからキーウェストまで郡内を通るフロリダ東海岸鉄道を建設し、20世紀初期の発展の推進者となった。
パームビーチ郡は1909年に設立された。郡名は最初に設立された町であるパームビーチから採られており、そこは椰子の木と海浜から名付けられていた。領域は当時マイアミ・デイド郡であり、現在のオキーチョビー郡、ブロワード郡およびマーティン郡の一部までが含まれ、オキーチョビー湖の全面も入っていた。1915年にブロワード郡を設立するために最南部が削られ、1917年にオキーチョビー郡を作るために北西部が削られ、さらに1925年には最北部からマーティン郡の一部が作られた。1963年、オキーチョビー湖の4分の3が外され、グレーズ郡、ヘンドリー郡、マーティン郡、オキーチョビー郡に分割された。
アフリカ系アメリカ人は郡のホテルや家屋の建設、フラグラーの鉄道敷設に重要な労働力となった。
パームビーチ郡の教育学区は1971年に統合されており、国内で最も新しいものとなっている。

## 地理

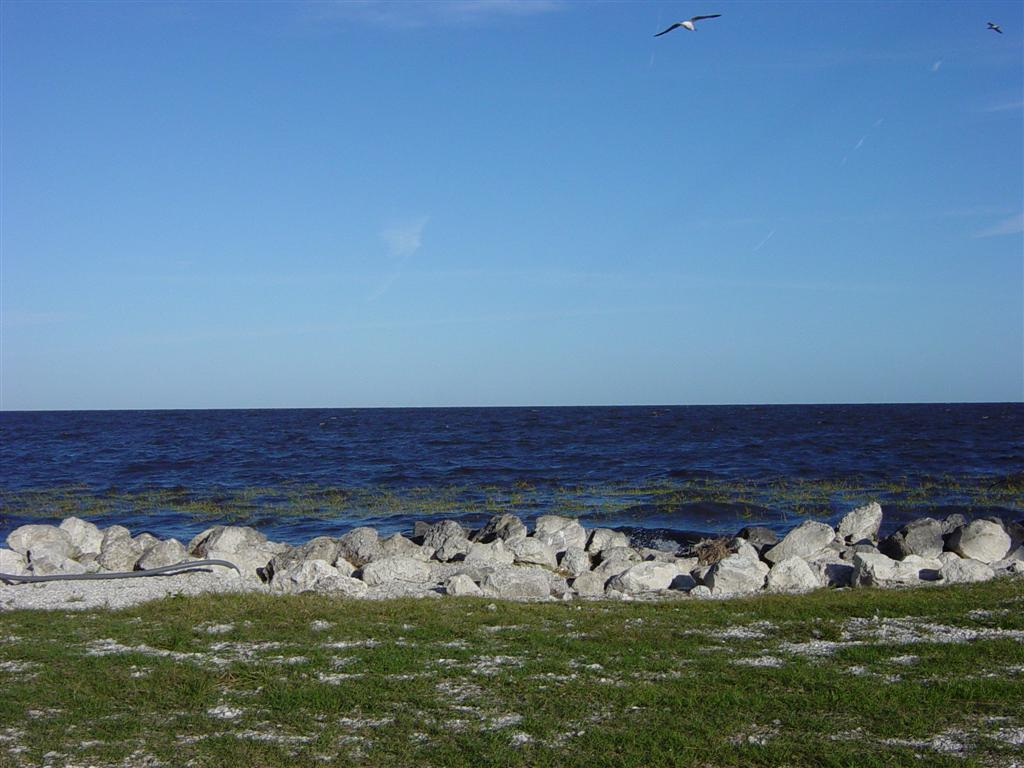
オキーチョビー湖

アメリカ合衆国国勢調査局に拠れば、郡域全面積は2,386.33平方マイル (6,170.6 km2)であり、このうち陸地1,974.11平方マイル (5,112.9 km2)、水域は412.22平方マイル (1,067.6 km2)で水域率は17.27%である。水域の大半は大西洋とオキーチョビー湖である。

### 自然地域
- アーサー・R・マーシャル・ロクサハチー国立野生生物保護区、広さ147,392エーカー (59,647 ha)、ボイントンビーチ
- デュプイ管理地域、広さ21,875エーカー (8,852 ha)
- J・W・コーベット野生生物管理地域、広さ60,348エーカー (24,422 ha)
- ジュピターリッジ自然地域、広さ271エーカー (110 ha)、ジュピター
- ジュノ砂丘自然地域、広さ576エーカー (233 ha)、ジュノビーチ
- フレンチマンの森自然地域、広さ158エーカー (64 ha)、パームビーチガーデンズ
- スウィートベイ自然地域、広さ1,094エーカー (443 ha)、パームビーチガーデンズ
- ロイヤルパームビーチパインズ自然地域、広さ773エーカー (313 ha)、ロイヤルパームビーチ
- ハイポラクソ・スクラブ自然地域、広さ97エーカー (39 ha)、ハイポラクソ
- ローズマリー・スクラブ自然地域、広さ14エーカー (5.7 ha)、ボイントンビーチ
- シークレスト・スクラブ自然地域、広さ54エーカー (22 ha) 、ボイントンビーチ
- デルレイオークス自然地域、広さ25エーカー (10 ha) のプレーリーと乾燥性ハンモック保護地、デルレイビーチの小さな帯状湿地と低森林地
- レオン・M・ウィークス環境保護地、広さ12エーカー (4.9 ha)、デルレイビーチ

### 隣接する郡
パームビーチ郡は北にマーティン郡、東は大西洋、南にブロワード郡、西はヘンドリー郡と接し、北西のオキーチョビー湖に入り、そこでオキーチョビー郡、グレーズ郡と湖の中心点で接している。

## 交通

### 主要高規格道路
- 州間高速道路95号線
- フロリダ・ターンパイク

州間高速道路95号線とフロリダ・ターンパイクは自動車専用道である。郡内を東西に走るサザン・ブールバードの一部が自動車専用道である。1980年代後半には他にも2本の道路を建設する計画があった。1つはロイヤルパームビーチからウェストパームビーチ中心街に向かう長さ18 kmの有料道路だった。これはベルベディア道路とオキーチョビー・ブールバードを繋ぐはずだったが、途中で何軒かの家屋と教会を壊す必要があった。もう一つの計画道路はソーグラス・イクスプレスウェイの北への延伸だった。「ユニバーシティ・パークウェイと呼ばれることになっていた。この道はボカラトン、デルレイビーチ、ボイントンビーチの西にある郊外開発地を回っていく予定だった。その途中にはロクサハチー国立野生生物保護区があった。最終的にどちらの道路も住民からの反対のために中止された。
連邦ハイウェイ
- アメリカ国道1号線
- フロリダ州道5号線
- フロリダ州道805号線

地域道路
- アメリカ国道441号線
- フロリダ州道7号線

南部大通り
- アメリカ国道98号線
- フロリダ州道66号線80
- フロリダ州道700号線

その他の主要道
- フロリダ州道A1A号線（オーシャン・ブールバード）
- フロリダ州道807号線/郡道807号線（コングレス・アベニュー）
- フロリダ州道809号線/郡道809号線（ミリタリー・トレイル）
- フロリダ州道710号線（ビーライン・ハイウェイ）

### 鉄道
- トライレールとアムトラックが州間高速道路95号線の隣を走っている。
- ブライトラインは海岸の近くを走る。

### 空港
- パームビーチ国際空港
- パームビーチ郡パーク空港
- 北パームビーチ郡一般用途空港
- ボカラトン空港

### 公共交通機関
- パームトランが郡全体のバス便を運行している。

### 海港
パームビーチ港がリビエラビーチにあり、セレブレーション・クルーズラインがバハマまで2日間の航路を運行している。

## 人口動態
以下は2000年国勢調査による人口統計データである。
| 基礎データ - 人口: 1,131,184人 - 世帯数: 474,175 世帯 - 家族数: 303,946 家族 - 人口密度: 221人/km2（573人/mi2） - 住居数: 556,428軒 - 住居密度: 109軒/km2（282軒/mi2） 人種別人口構成 - 白人: 80.05% - アフリカン・アメリカン: 13.80% - ネイティブ・アメリカン: 0.22% - アジア人: 1.51% - 太平洋諸島系: 0.06% - その他の人種: 2.98% - 混血: 2.38% - ヒスパニック・ラテン系: 12.44% 先祖による構成. - イタリア系：10% - ドイツ系：9% - アイルランド系：8% - アメリカ人：8% - イギリス系：6% - ロシア系：4% - ポーランド系：4% 年齢別人口構成 - 18歳未満: 21.3% - 18-24歳: 6.6% - 25-44歳: 27.0% - 45-64歳: 22.0% - 65歳以上: 23.2% - 年齢の中央値: 42歳 - 性比（女性100人あたり男性の人口） - 総人口: 93 - 18歳以上: 91 | 世帯と家族（対世帯数） - 18歳未満の子供がいる: 24.9% - 結婚・同居している夫婦: 50.8% - 未婚・離婚・死別女性が世帯主: 9.7% - 非家族世帯: 35.9% - 単身世帯: 29.2% - 65歳以上の老人1人暮らし: 14.6% - 平均構成人数 - 世帯: 2.34人 - 家族: 2.89人 収入と家計 - 収入の中央値 - 世帯: 45,062米ドル - 家族: 53,701米ドル - 性別 - 男性: 36,931米ドル - 女性: 28,674米ドル - 人口1人あたり収入: 28,801米ドル - 貧困線以下 - 対人口: 9.9% - 対家族数: 6.9% - 18歳未満: 14.3% - 65歳以上: 6.6% |

### 言語
2000年時点で、人口の78.36%は第一言語として英語を話している。11.89%がスペイン語、2.81%がフランス系クレオール語、1.12%がフランス語、0.76%がイタリア語、0.68%がドイツ語、0.52%がイディッシュ語を母語としている。英語以外の言語を話す人は21.64%となる。

## 都市と町

### 法人化自治体
郡内には38の自治体がある。リストの番号は右図の番号に相当している。人口は2010年国勢調査に拠る。

パームビーチ郡の自治体

| 番号 | 法人化自治体                 | 都市、町または村 | 法人化年月日   | 人口   |
| ---- | ---------------------------- | ---------------- | -------------- | ------ |
| 24   | アトランティス               | 市               | 1959年         | 2,005  |
| 2    | ベルグレード                 | 市               | 1928年4月9日   | 17,467 |
| 37   | ボカラトン                   | 市               | 1925年5月      | 84,392 |
| 30   | ボイントンビーチ             | 市               | 1920年         | 68,217 |
| 33   | ブライニーブリージーズ       | 町               | 1963年3月19日  | 601    |
| 18   | クラウドレイク               | 町               | 1947年         | 135    |
| 35   | デルレイビーチ               | 市               | 1911年         | 60,522 |
| 17   | グレンリッジ                 | 町               | 1948年         | 219    |
| 32   | ゴルフ                       | 村               | 1957年         | 252    |
| 23   | グリーンエーカーズ           | 市               | 1926年         | 37,573 |
| 34   | ガルフストリーム             | 町               | 1925年         | 786    |
| 16   | ヘイバーヒル                 | 町               | 1950年         | 1,873  |
| 36   | ハイランドビーチ             | 町               | 1949年         | 3,539  |
| 29   | ハイポラクソ                 | 町               | 1955年         | 2,588  |
| 7    | ジュノビーチ                 | 町               | 1953年6月4日   | 3,176  |
| 6    | ジュピター                   | 町               | 1925年2月9日   | 55,156 |
| 5    | ジュピターインレットコロニー | 町               | 1959年         | 400    |
| 20   | レイククラークショアーズ     | 町               | 1957年         | 3,376  |
| 10   | レイクパーク                 | 町               | 1923年         | 8,155  |
| 25   | レイクワース                 | 市               | 1913年         | 34,910 |
| 27   | ランタナ                     | 町               | 1921年         | 10,423 |
| 38   | ロクサハチーグローブズ       | 町               | 2006年11月1日  | 3,180  |
| 28   | マナラパン                   | 町               | 1931年         | 406    |
| 13   | マンゴニアパーク             | 町               | 1947年         | 1,888  |
| 9    | ノースパームビーチ           | 村               | 1956年         | 12,015 |
| 31   | オーシャンリッジ             | 町               | 1931年         | 1,786  |
| 1    | パホキー                     | 市               | 1922年         | 5,649  |
| 14   | パームビーチ                 | 町               | 1911年4月17日  | 8,348  |
| 8    | パームビーチガーデンズ       | 市               | 1959年         | 48,452 |
| 12   | パームビーチショアーズ       | 町               | 1951年         | 1,142  |
| 19   | パームスプリングス           | 村               | 1957年         | 18,928 |
| 11   | リビエラビーチ               | 市               | 1922年9月29日  | 32,488 |
| 21   | ロイヤルパームビーチ         | 村               | 1959年6月18日  | 34,140 |
| 3    | サウスベイ                   | 市               | 1941年         | 4,876  |
| 26   | サウスパームビーチ           | 町               | 1955年         | 1,171  |
| 4    | テケスタ                     | 村               | 1957年         | 5,629  |
| 22   | ウェリントン                 | 村               | 1995年12月31日 | 56,508 |
| 15   | ウェストパームビーチ         | 市               | 1894年11月5日  | 99,919 |

### 未編入の町と国勢調査指定地域
| - ベルグレードキャンプ(l) - ボカデルマー(c) - ボカポイント(a) - キャナルポイント(bb) - センチュリービレッジ(u) - サイプレスレイクス(w) - デューンズロード(cc) - フレムドビレッジ・パジェットアイランド(aa) - ゴールデンレイクス(r) - ガンクラブエステイツ(m) | - ハンプトンズ・アット・ボカラトン(e) - ハイポイント(i) - ジュノリッジ(z) - キングスポイント(g) - レイクベルベディアエステイツ(o) - レイクハーバー(p) - レイクワースコリダー(k) - ライクサイドグリーン(x) - ライムストーンクリーク(y) - ミッションベイ(d) | - プランテーションモービルホームパーク(s) - ロイヤルパームエステイツ(n) - サンダルフットコーブ(b) - ショールサークル(v) - セミノールメナー(j) - ステイシーストリート(q) - ビレッジズ・オブ・オリオール(h) - ウェストゲイト・ベルベディアホームズ(t) - ウィスパーウォーク(f) |

## 政治
パームビーチ郡は1992年アメリカ合衆国大統領選挙から民主党支持に傾きつつある。
ジョージ・W・ブッシュとアル・ゴアが争った2000年アメリカ合衆国大統領選挙では、開票のやり直しなど全国のメディアの注目を浴びた。議論の中心は郡内で使われたバタフライ投票用紙であり、多くの有権者が後にその用紙のデザイン故に、アル・ゴアに投票するところを誤って改革党の候補者パット・ブキャナンに投票してしまったと主張した。郡内ではブキャナンが予想以上の投票を獲得した。最終的にゴアが郡を制したが、ブッシュが537票差（総投票数500万票近くのうちの0.009%）で州を制した。これはアメリカ合衆国最高裁判所が再開票を事実上止めた後に結果だった。
| 年     | 民主党         | 共和党         |
| ------ | -------------- | -------------- |
| 2012年 | 58.21% 349,651 | 41.18% 247,398 |
| 2008年 | 61.08% 361,271 | 38.22% 226,037 |
| 2004年 | 60.35% 328,687 | 39.05% 212,688 |
| 2000年 | 62.27% 269,754 | 35.31% 152,964 |
| 1996年 | 58.06% 230,687 | 33.68% 133,811 |
| 1992年 | 46.36% 187,869 | 34.63% 140,350 |
| 1988年 | 44.07% 144,199 | 55.47% 181,495 |
| 1984年 | 38.32% 116,091 | 61.67% 186,811 |
| 1980年 | 36.37% 91,991  | 56.79% 143,639 |
| 1976年 | 48.68% 96,705  | 49.45% 98,236  |
| 1972年 | 27.18% 40,825  | 72.35% 108,670 |
| 1968年 | 28.08% 32,837  | 53.19% 62,191  |
| 1964年 | 46.91% 43,836  | 53.09% 49,614  |
| 1960年 | 39.72% 29,871  | 60.28% 45,337  |

## 経済
以前はW・R・グレイス・アンド・カンパニーが郡内のボカラトンに近い未編入領域に本社を置いていた。閉鎖される前は従業員約130人を雇用していた。2011年1月27日、ボカラトンの本社を閉鎖することと、幾らかの従業員と共に管理スタッフを州外に移すことを発表した。

## 州政府の機関
フロリダ州矯正省が郡内のベルグレードに近い未編入領域でグレーズ矯正施設を運営している。

## 教育

### 初等中等教育
パームビーチ郡の公共教育はパームビーチ郡教育学区が管轄している。2006年時点で州内第4位の大きさであり、国内でも第11位だった。2006年8月時点で、25の高校など164の学校を運営し、さらに33のチャータースクールがあり、新たに7校が開校準備中だった。雑誌「ニューズウイーク」は、アメリカ合衆国の学校トップ1,200校のリストで、トップ50校に郡内の3高校を挙げた。全て公立のマグネット・スクールだった。

### 高等教育機関
- フロリダ・アトランティック大学
- リン大学
- ノースウッド大学
- ノバ・サウスイースタン大学
- パームビーチアトランティック大学
- パームビーチ州立カレッジ

### 公共図書館
パームビーチ郡図書館体系が公共図書館を運営しており、主なものはウェストパームビーチ公共図書館である。

## スポーツ
パームビーチ・インペリアルズはアメリカン・バスケットボール・アソシエーション2006年拡張加盟チームである。
ジュピター・ハンマーヘッズはマイアミ・マーリンズ傘下マイナーAの野球チームであり、パームビーチ・カージナルスはセントルイス・カージナルス傘下マイナー・ハイAの野球チームである。どちらもジュピターのロジャー・ディーン・スタジアムで試合を行っている。
セントルイス・カージナルスとマイアミ・マーリンズはジュピターのロジャー・ディーン・スタジアムで春季キャンプを張っている。
ロジャー・ディーン・スタジアムができる前は、モントリオール・エクスポズとアトランタ・ブレーブスが、ウェストパームビーチの市民球場で春季キャンプを張っていた。モントリオール・エクスポズ傘下マイナーAのウェストパームビーチ・エクスポズもここで試合を行っていた。

## 行事
- 南フロリダ祭
- サンフェスト
- ボートショー

## 見どころ
- アメリカン・オーキッド協会観光案内所と植物園
- クラビス芸能センター
- ジュピター入り江灯台
- ライオン・カントリー・サファリ
- 森上博物館と日本庭園、ロージ・エン
- マウンツ植物園
- ノートン美術館
- パームビーチ海洋博物館[21]
- パームビーチ動物園、ドレハー公園
- 南フロリダ科学博物館

## メディア
- 「ザ・パームビーチ・ポスト」
- WPECテレビ
- 「パームビーチ・デイリーニューズ」
- 「ニュータイムズ・ブロワード・パームビーチ」、隔週誌

### 政府関連
- Palm Beach County Government / Board of County Commissioners official website
- Palm Beach County Supervisor of Elections
- Palm Beach County Property Appraiser
- Palm Beach County Tax Collector
- Palm Beach County Sheriff's Office
- Clerk & Comptroller, Palm Beach County

### 特殊地区
- Palm Beach County School District
- South Florida Water Management

#### 救急サービス
- Palm Beach County Sheriff's Office
- w:Palm Beach County Fire-Rescue

### 司法関連
- Palm Beach County Public Defender
- Palm Beach County State Attorney's Office, 15th Judicial Circuit
- 15th Judicial Circuit of Florida

### 観光
- Palm Beach County Convention and Visitors Bureau
- Chamber of Commerce of the Palm Beaches

座標: 北緯26度43分 西経80度03分 / 北緯26.71度 西経80.05度